# 5月2日 (旧暦)
旧暦5月2日（きゅうれきごがつふつか）は、旧暦5月の2日目である。六曜は赤口である。

## できごと
- 和銅6年（ユリウス暦713年5月30日） - 元明天皇が諸国に風土記の編纂を命じる
- 養老2年（ユリウス暦718年6月4日） - 能登国・安房国・石城国・石背国の4国を設置
- 建暦3年（ユリウス暦1213年5月23日） - 和田合戦。和田義盛が北条義時を討つ為に鎌倉幕府を攻撃。翌日由比ヶ浜で一族ともに全滅

## 誕生日
- 慶長4年（グレゴリオ暦1599年6月24日） - 近衛信尋、公家（+ 1649年）

## 忌日
- 天平勝宝8歳（ユリウス暦756年6月4日） - 聖武天皇、45代天皇（* 701年）
- 長徳元年（ユリウス暦995年6月2日） - 藤原道綱母、『蜻蛉日記』著者（* 936年？）
- 天正11年（グレゴリオ暦1583年6月21日） - 織田信孝、武将・織田信長の三男（* 1558年）